# Semitistik
Semitistik oder semitische Philologie beschäftigt sich als vergleichende Sprachwissenschaft mit den semitischen Sprachen, einem Zweig der afro-asiatischen Sprachen. Die methodische Basis der Semitistik ist die Annahme, dass die bezeugten semitischen Einzelsprachen sich auf eine rekonstruierbare Grundsprache „Proto-Semitisch“ (oder Ur-Semitisch) zurückführen lassen, aus der sie durch regelhafte Prozesse wie lautgesetzlichen Wandel, analogischen Sprachwandel oder Grammatikalisierung entstanden sind. Außerdem bezeichnet Semitistik oftmals auch Einzelphilologien semitischer Sprachen, soweit sie nicht durch andere Fächer wie Alttestamentliche Theologie, Hebraistik, Arabistik oder Altorientalistik abgedeckt werden. Eine wichtige Aufgabe der Semitistik ist auch die Dokumentation moderner, gesprochener (oft bedrohter) semitischer Sprachen und Dialekte.

## Geschichte
Die europäische Semitistik geht bis ins 16. Jahrhundert zurück. Das dem Begriff zugrundeliegende Adjektiv semitisch wurde 1781 durch den Historiker August Ludwig Schlözer (1735–1809) geprägt. Um 1900 gab es  umfangreiche Forschungen, vor allem durch Theodor Nöldeke (1836–1930) und Carl Brockelmann (1868–1956). Impulse sind insbesondere von Epigraphiken ausgegangen, beispielsweise in neuerer Zeit die Entdeckungen zur eblaitischen Sprache.

## Standorte und Nachbardisziplinen der Semitistik
Semitistik wird an folgenden deutschen Universitäten gelehrt:
- Freie Universität Berlin
- Ruprecht-Karls-Universität Heidelberg
- Philipps-Universität Marburg
- Friedrich-Schiller-Universität Jena
- Friedrich-Alexander-Universität Erlangen-Nürnberg

Seit einigen Jahren gestrichen oder auslaufend sind die semitistischen Studiengänge an den Universitäten Köln, München, Mainz, Halle.
Nachbardisziplinen, mit denen die Semitistik traditionell eng zusammenarbeitet und die sich mit ihr fachlich oft überschneiden, sind:
- Altorientalistik
- Alttestamentliche Wissenschaft
- Arabistik
- Aramaistik / Syrologie
- Äthiopistik
- Hebraistik
- Islamwissenschaft
- Jiddistik
- Judaistik
- Sprachwissenschaft
- Wissenschaft vom Christlichen Orient

Einige dieser zuletzt genannten Disziplinen bieten nach der Streichung der Semitistik an zahlreichen Standorten zumindest noch semitistisch orientierte Lehrveranstaltungen und Module (insbesondere Syrisch- und Aramäischkurse) an.
Es gibt eine Arbeitsgemeinschaft Semitistik in der Deutschen Morgenländischen Gesellschaft.